# 자밀 켈리
래리 자밀 켈리(영어: Larry Jamill Kelly, 1977년 10월 25일~)는 미국의 레슬링 선수, 지도자이다. 2004년 하계 올림픽 자유형 라이트급 종목에서 은메달을 획득했다.